# Bhākra Dam

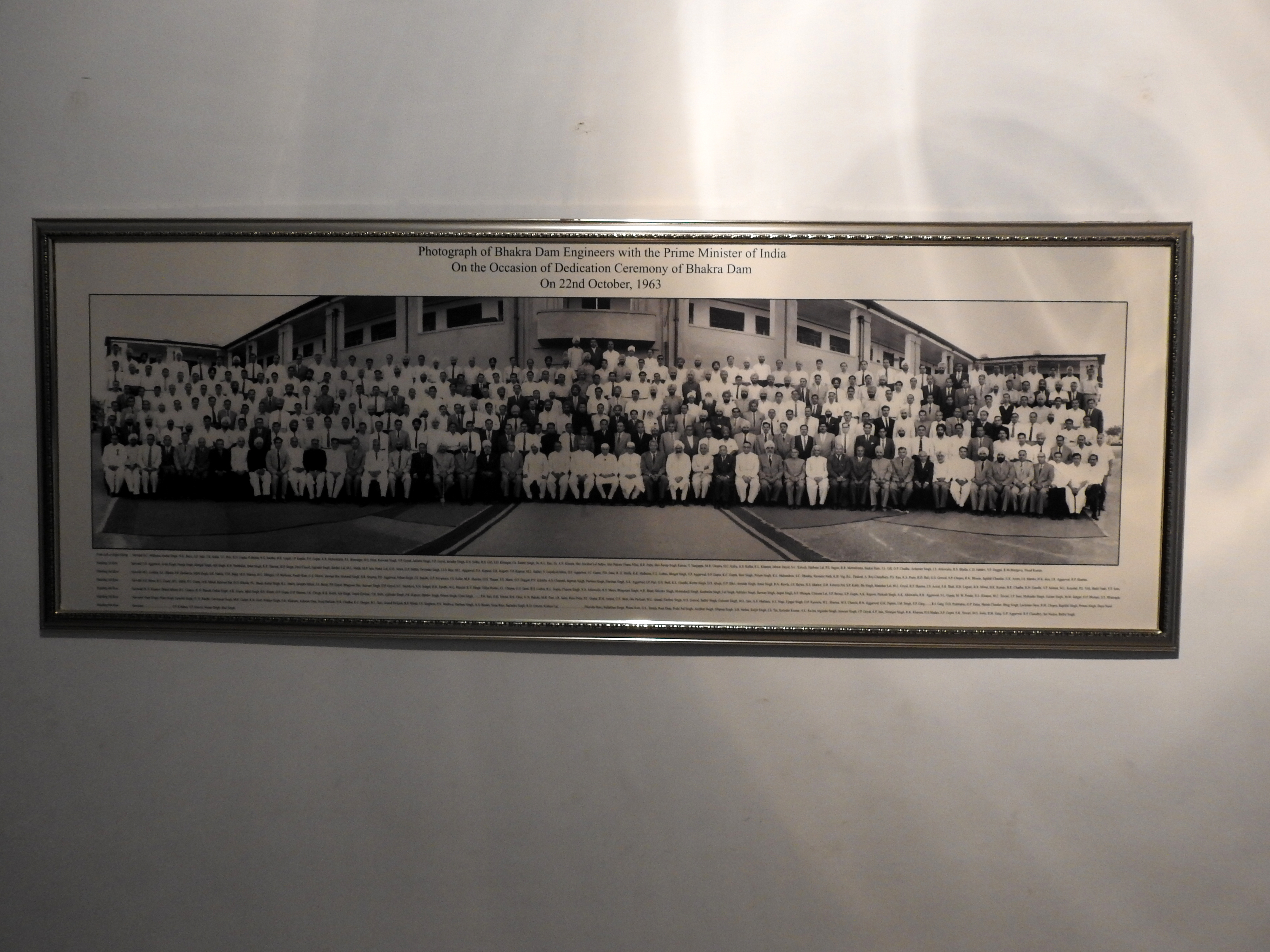
Jawaharlal Nehru med en grupp ingenjörer som deltog i byggandet av Bhākra Dam.

Bhākra Dam är en dammbyggnad i Indien.   Den ligger i distriktet Bilāspur och delstaten Himachal Pradesh, i den norra delen av landet, 300 km norr om huvudstaden New Delhi. Bhākra Dam ligger 481 meter över havet. Den ligger vid sjön Govind Sāgar.
Terrängen runt Bhākra Dam är kuperad åt nordost, men åt sydväst är den platt. Runt Bhākra Dam är det ganska tätbefolkat, med 160 invånare per kvadratkilometer. Närmaste större samhälle är Nāngal Township, 6,0 km väster om Bhākra Dam. Trakten runt Bhākra Dam består till största delen av jordbruksmark.